# Kwan-Um-Zen-Schule

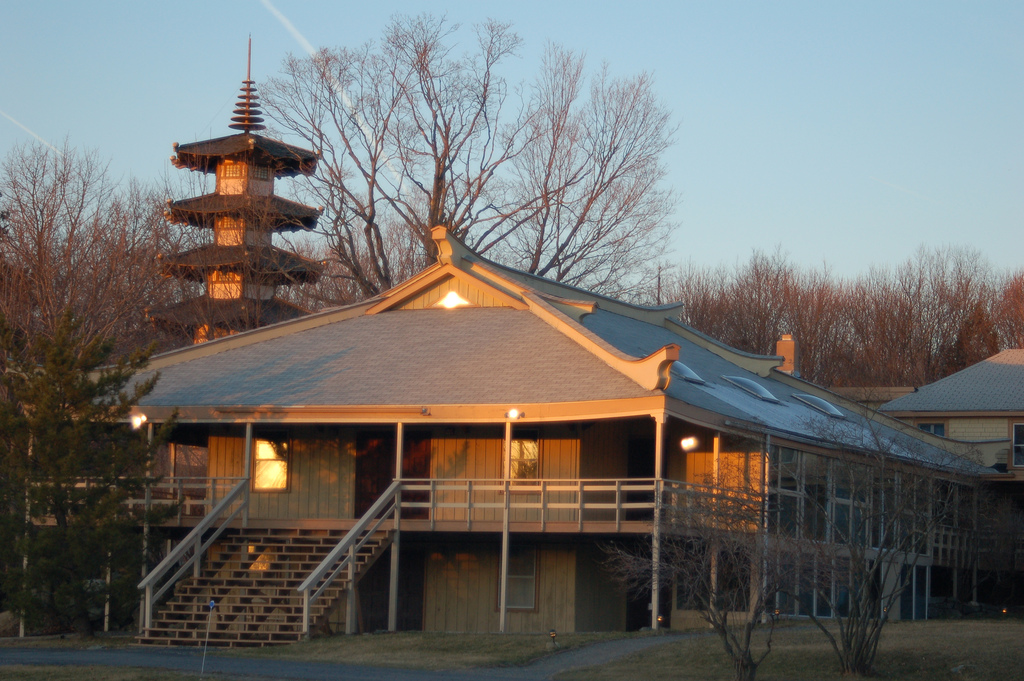
Haupttempel in Cumberland, RI

Die Kwan-Um-Zen-Schule (관음선종회, KUSZ, Kwan Um School of Zen) ist eine Zen-Gemeinschaft, die in koreanischer Tradition steht, jedoch hauptsächlich in westlichen Gesellschaften aktiv ist.

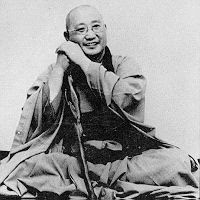
Gründer Seung Sahn

Die Schule wurde 1983 von dem aus Korea stammenden Zen-Meister Seung Sahn in Providence, USA, gegründet und fasste Zen-Zentren in mehreren Städten der USA zusammen, die Seung Sahn ab 1972 aufgebaut hatte. Heute befindet sich der Sitz und Haupttempel in Cumberland, einem nördlichen Vorort Providences.
Die Schule unterhält heute knapp 100 Zentren auf der ganzen Welt, mit Schwerpunkt in den USA, Europa und Asien. Der europäische Haupttempel wurde 1997 in Paris begründet. Seit 2008 liegt der europäische Haupttempel in Berlin auf dem ExRotaprint-Gelände.
Leitende Lehrerin der Schule ist Zen-Meisterin Soeng Hyang, leitender Lehrer in Europa Zen-Meister Wu Bong.
Mu Soeng, ein langjährig tätiger Mönch, beschreibt die Kwan-Um-Schule als eine einzigartige Mischung aus Elementen des Reinen Landes und des Zen, dem Singen des Namens des Bodhisattvas des Mitgefühls und kräftigen Niederwerfungen, die für die koreanische volksbuddhistische Praxis charakteristisch sind.